# Dafallah Sultan Farah
Dafallah Sultan Farah (arabisch دفع الله سلطان فرح; * 1949) ist ein ehemaliger sudanesischer Mittelstreckenläufer.
Er trat bei den Olympischen Sommerspielen 1972 in München im 1500-Meter-Lauf und zusammen mit Mohamed Musa Gadou, Angelo Hussein und Ibrahim Saad Abdel Galil in der 4 × 400-m-Staffel an.